# Adina Machwirth
Adina Machwirth (* 5. Oktober 2005) ist eine deutsche Taekwondoin und aktive Wettkämpferin in der Formenlauf-Disziplin Pumsae.

## Sportliche Laufbahn
Adina Machwirth begann 2010 mit dem Training der koreanischen Kampfsportart Taekwondo, nachdem sie zunächst drei Jahre Ballet trainiert hatte. Machwirth bestritt ihren ersten bedeutenden internationalen Wettkampf bei den Pumsae-Europameisterschaften 2019 in Antalya. Dort wurde sie mit dem Kadetten-Team (Dreierteam, weiblich) Europameisterin in der Disziplin der traditionellen Formen. Auch trat sie im Freestyle-Paar-Wettbewerb sowie im Paar-Wettbewerb in den traditionellen Pumsae an, platzierte sich hierbei jedoch nicht.
2021 nahm Machwirth an den Pumsae-Europameisterschaften in Seixal, Portugal, teil und belegte den sechsten Platz im Freestyle-Wettbewerb der Juniorinnen sowie gemeinsam mit Julius Müller den fünften Platz im Freestyle-Paar-Wettbewerb. 2022 gewann sie im Team mit Julius Müller die Freestyle-Paar-Kategorie der US-amerikanischen Pan Am Series I. Bei den im selben Jahr in Goyang ausgetragenen Weltmeisterschaften gewann Machwirth eine Bronzemedaille im Einzel-Freestyle-Wettbewerb der Juniorinnen.
Im Kadetten- und Juniorenbereich wurde Machwirth insgesamt viermal Deutsche Meisterin, dreimal Vizemeisterin und viermal Bronzemedaillengewinnerin. Seit 2023 startet sie bei den Senioren. Bei den Pumsae-Europameisterschaften 2023 in Innsbruck gewann Machwirth die erste Runde gegen Camille La Cour aus Dänemark, unterlag jedoch im Achtelfinale Eva Sandersen und erreichte damit den neunten Platz im Einzelwettbewerb der Damen. Im Freestyle-Einzelwettkampf erreichte Machwirth bei diesen Europameisterschaften Platz sechs.